# Цивільна зброя
Цивільна зброя — зброя, призначена для використання громадянами з метою самооборони, колекціонування, полювання та для проведення тренувань і спортивних змагань.
Цивільна зброя поділяється на:
- спортивну зброю;
- мисливську зброю;
- зброю самооборони;
- сигнальну зброю
- колекційну зброю;
- національну зброю;
- деактивовану зброю.